# レイチェル (お笑い芸人)
レイチェル（れいちぇる、1983年12月30日 - ）は、吉本新喜劇に所属する日本の舞台芸人、YouTuber、ラッパーである。本名は吉田 令（よしだ れい）。
埼玉県上尾市出身でよしもとクリエイティブ・エージェンシー所属。

## 来歴・人物
- 2008年、吉本新喜劇の第4個目金の卵オーディションを受け合格し入団。
- ボイスパーカッションが得意。舞台で披露することもある。実際にライブの出演オファーもあった。
- 埼玉県出身だが、普段は関西弁を話している。

## ギャグ
- 「失礼しマウスtoマウス!」（マウスtoマウスの前は「お願いします」等、〜ますで終わるフレーズなら何でも可）
- 「どうも、わたくし…（※ボイスパーカッションをする）、私の名前は（※）名前は名前は（※）という者です」（「カモン!」と、相手に呼びかけることもある）
- 「まさにダイナマイトなバディでも品がない!」
- 「出っ歯、出っ歯、出っ歯、おまけにクソ天パ!」
- 「今からお前を～、今からお前を～、殴ってやろうか～ なっなっなっなっなっ、なっなっなっなっなっ、や〜めた!」
- 「嗚呼 殴ろうか～、それとも蹴りか～、せっかくならカッコ良くキメたい～、頭突きもいいし～、エルボーもいいし～、嗚呼 どうにもまとまらない!」
- 「俺は～、い～つか～らだろう～、こんな奴に、ナメられてしまうなんてイェイイェイイェイ、はい!」
共演者：「いや、続き知らん!」
- 「とか言っちゃってぇー!」
- 「たのしー!」
- 「指きりげんまん、ウソついたら、お前の母さんとワンナイトラブ」共演者「いややわ!」「冗談です、僕はワンナイトじゃ終わりません」共演者「余計いややわ!」
- 「はい、チーズー、ズー、ズー、ズー、♪ずーっと前からこんなときを待ち望んでた〜だから僕だけに最高の笑顔を見せておくれよ〜じゃあ君も君も君も君もみんな最高の笑顔で〜イェイイェイイェ〜チーズ!」
- 「いやここ飛んでるな」共演者「ホコリですか?」「いや、Wi-Fi」共演者「見えんのかい!?」
- [ど〜こで壊れ〜たの俺〜♪] 共演者[しらん!]
- 世界中の誰〜より〜キモい♪]共演者[キモいんかい!]

## 出演番組
- よしもと新喜劇（毎日放送）